# Kirn (Ering)
Kirn ist ein Gemeindeteil der Gemeinde Ering im niederbayerischen Landkreis Rottal-Inn.

## Lage
Das Pfarrdorf Kirn liegt etwa sechs Kilometer nordwestlich von Ering am Kirnbach im Isar-Inn-Hügelland.

## Geschichte
Die erste urkundliche Erwähnung fand zwischen 1103 und 1139 als ad Corne statt. Der Name leitet sich vom mittelhochdeutschen Wort kürne für 'Mühle' ab.
Kirn bildete eine Obmannschaft und gehörte zur Herrschaft Ering. Bei der Bildung der Steuerdistrikte 1811 kam Kirn zum Steuerdistrikt Münchham und bei der Gemeindebildung 1821 zur Gemeinde Münchham. Bei dieser verblieb es bis zur Eingliederung der Gemeinde Münchham in die Gemeinde Ering am 1. Januar 1971.
Kirchlich war Kirn ursprünglich eine Filiale der Pfarrei Ering. 1772 wurde die Expositur Kirn gebildet, die 1803 der Pfarrei Münchham zugeteilt wurde. 1894 wurde die Expositur zur selbstständigen Pfarrei Kirn erhoben.

## Sehenswürdigkeiten
- Felsenlabyrinth. Eiszeitliche Gletschermassen legten die großen Felsblöcke frei, die eine urtümliche Landschaft am Rande des Kirner Tales bilden. Nach dem benachbarten Ort Amering ist diese auch als Ameringgraben bekannt.
- Pfarrkirche St. Ulrich. Sie entstand im spätgotischen Stil um 1468 und wurde 1885 nach Westen erweitert. Damals entstanden auch der jetzige Turm und die Sakristei. Im Inneren befinden sich hölzerne Heiligenfiguren aus der Wende vom 15. zum 16. Jahrhundert.
- Pfarrhof. Er wurde 1819 erbaut.

## Vereine
- BBV Münchham-Kirn
- Freiwillige Feuerwehr Kirn
- Katholische Landjugend Kirn
- Frauen- und Mütterverein Fürstberg-Kirn